# 8月10日 (旧暦)
旧暦8月10日（きゅうれきはちがつとおか）は、旧暦8月の10日目である。六曜は大安である。

## できごと
- 和銅元年（ユリウス暦708年8月29日） - 銅銭「和同開珎」を発行
- 天平元年（ユリウス暦729年9月7日） - 藤原不比等の娘・光明子が聖武天皇の妃に。初の皇族以外の皇后
- 貞永元年（ユリウス暦1232年8月27日） - 御成敗式目（貞永式目）制定
- 文政11年（グレゴリオ暦1828年9月18日） - シーボルト事件。シーボルトが、幕府禁制品である日本地図などの持ち出しを図ったが、船が暴風で坐礁し発覚し出国停止に。1年の取調べの後追放処分に

## 誕生日
- 正徳2年（ユリウス暦1507年9月16日）- 嘉靖帝、第12代明皇帝（+ 1566年）
- 慶長8年（グレゴリオ暦1603年9月15日） - 徳川頼房[1]、初代水戸藩主・徳川家康の十一男（+ 1661年）
- 乾隆47年（グレゴリオ暦1782年9月16日） - 道光帝、清の8代皇帝（+ 1850年）
- 文政13年（グレゴリオ暦1830年9月26日） - 大久保利通、明治維新の元勲（+ 1878年[2]）
- 天保14年（グレゴリオ暦1843年9月3日） - 大井憲太郎、政治家（+ 1922年）

## 忌日
- 元徳元年（ユリウス暦1329年9月3日） - 日秀 (下野房)、法華宗の僧（* 生年不詳）
- 元禄6年（グレゴリオ暦1693年9月9日） - 井原西鶴、俳諧師・浮世草子作家（* 1642年）
- 文久2年（グレゴリオ暦1862年9月3日） - 本因坊秀策、囲碁棋士（* 1829年）

## 記念日・年中行事
- 妖怪日・シバサシ（ 日本 沖縄県）
全ての妖怪が出るとされる日[3]。ヨーカビー。「シバ」という魔よけ具を使うことから「シバサシ（柴差）」「シバの日」とも。